# Páramo de Sumapaz
Páramo de Sumapaz är ett högland i Colombia.   Det ligger i departementet Bogotá, i den centrala delen av landet, 100 km söder om huvudstaden Bogotá.